# Ni Ketut Mahadewi Istarani

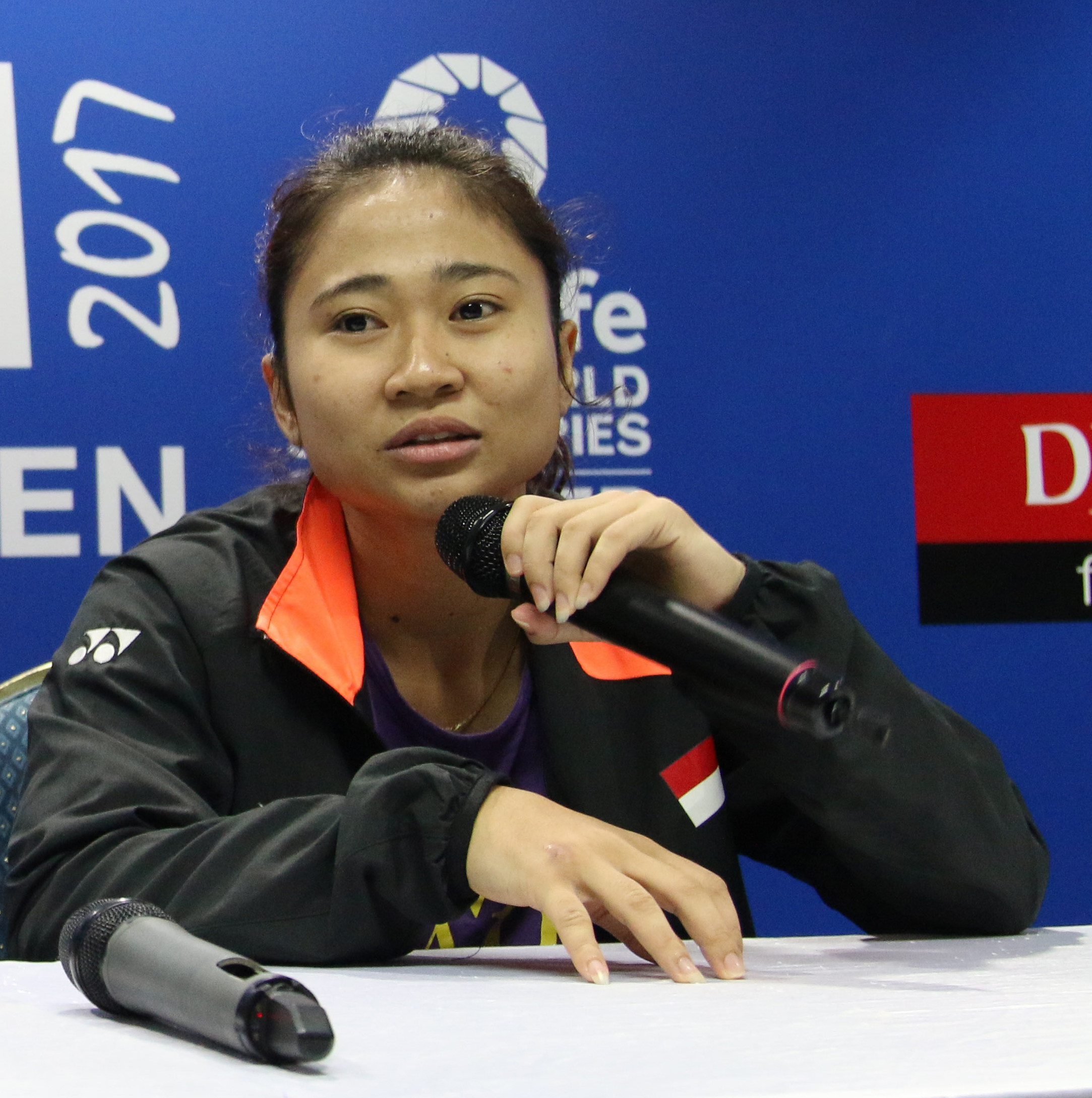
Ni Ketut Mahadewi Istarani, 2017

Ni Ketut Mahadewi Istarani (* 12. September 1994) ist eine indonesische Badmintonspielerin.

## Karriere
Ni Ketut Mahadewi Istarani belegte bei den Tangkas Juniors 2012 und den Malaysian Juniors 2012 jeweils Rang drei. Bei der Badminton-Juniorenweltmeisterschaft des gleichen Jahres stand sie im Viertelfinale des Damendoppels. Bei den Erwachsenen belegte sie Rang zwei bei den Indonesia International 2013 sowie Rang drei bei den Vietnam International 2014 und den Bulgarian International 2014. Bei den Vietnam Open 2014 wurde sie Zweite.